# Krzysztof Kaśkos
Krzysztof Tadeusz Kaśkos ps. „Kaśka” (ur. 10 października 1974, zm. 5 czerwca 2004 w Bagdadzie) – polski żołnierz i kontraktor. Porucznik Wojska Polskiego pochodzący z Wrocławia.

## Życiorys
Zawodową służbę wojskową pełnił w Jednostce Wojskowej 2305 „Grom”, a po jej zakończeniu i przeniesieniu do rezerwy został pracownikiem Blackwater USA. 5 czerwca 2004, w trzecim dniu swojej pracy w Blackwater zginął wraz z chorążym Arturem Żukowskim podczas ataku na osłaniany przez nich konwój. Do zamachu przyznała się organizacja powiązana z Al-Kaidą.
Został pochowany na parafialnym cmentarzu na osiedlu Pracze Odrzańskie we Wrocławiu.

## Odznaczenia
- Krzyż Kawalerski Orderu Krzyża Wojskowego – 2009, pośmiertnie[1][2][3]
- Gwiazda Iraku – 2009, pośmiertnie[2][3]